# Sanatorium Wojskowe w Zakopanem

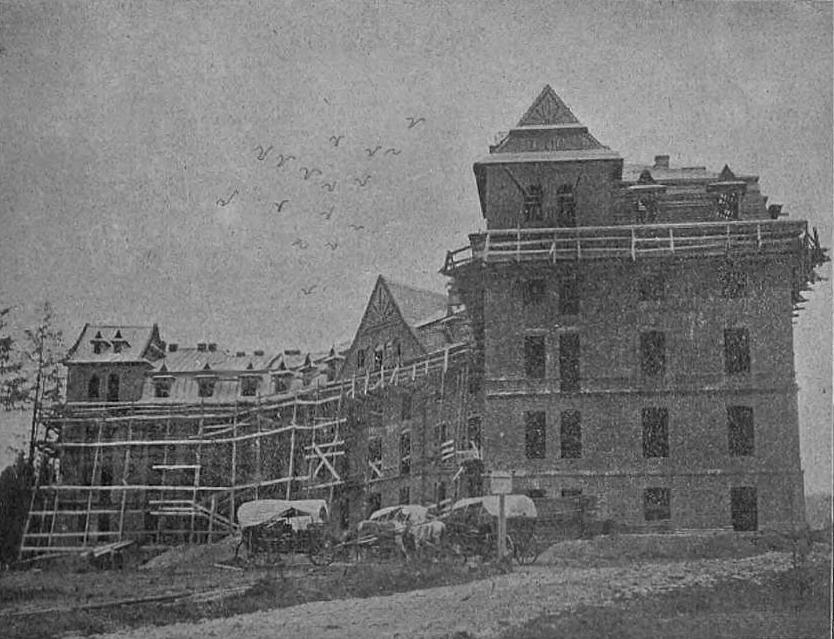
Budowa obiektu

Wojskowe Sanatorium im. Marszałka Józefa Piłsudskiego, ob. ośrodek wypoczynkowy Rewita Zakopane w Kościelisku – jednostka organizacyjna służby zdrowia Wojska Polskiego II RP.

## Historia sanatorium
Zostało stworzone w budynku sanatorium Dłuskich w Kościelisku, który w 1928 został nabyty przez Ministerstwo Spraw Wojskowych. Zostały wówczas utworzone Wojskowe Domy Wypoczynkowe (WDW). Wkrótce po przejęciu, ministerstwo przeprowadziło w budynku remont. Równolegle w gmachu funkcjonowała siedziba Komendy Placu Zakopane.
19 września 1928 kierownik Ministerstwa Spraw Wojskowych generał dywizji Daniel Konarzewski zatwierdził skład osobowy Sanatorium Wojskowego w Zakopanem. Struktura organizacyjna sanatorium przewidywała funkcjonowanie:
- komendanta sanatorium,
- kwatermistrza,
- plutonu administracyjnego,
- oddziału kuracjuszy,
- przychodni dentystycznej i
- apteki sanatorium.

Personel sanatorium liczył 11 oficerów, 8 szeregowców, 10 urzędników, 7 niższych funkcjonariuszy i 8 pielęgniarek.
Sanatorium zostało uruchomione 24 października 1928 roku, jako zakład stały, czynny w ciągu całego roku, obliczony na 200 miejsc, z których 80 przypadało dla oficerów zawodowych i emerytowanych, 70 dla rodzin oficerów zawodowych, 28 dla podoficerów zawodowych i emerytowanych oraz 22 dla rodzin podoficerów zawodowych.
Sanatorium było przeznaczone do leczenia chorych z początkową, względnie mało rozwiniętą, dobrze rokującą gruźlicą płuc, o charakterze zamkniętym, posiadających duży zasób sił odpornościowych, jak również dla rekonwalescentów po przebytych wyniszczających chorobach.
3 lipca 1929 roku Minister Spraw Wojskowych marszałek Polski Józef Piłsudski zmienił nazwę Sanatorium Wojskowego w Zakopanem na „Wojskowe Sanatorium im. marszałka Józefa Piłsudskiego w Zakopanem gmina Kościelisko”.

## Komendanci
- mjr lek. dr Zbigniew Wiktor Czarnek (VII 1928[5] – X 1931 → pomocnik komendanta 5 Szpitala Okręgowego[6])
- ppłk lek. dr Alfred Chełmicki (X 1931[6] – XI 1935 → szef sanitarny DOK V)
- ppłk lek. dr Władysław Jan Rymaszewski (XI 1935 – 1938 → komendant 5 Szpitala Okręgowego)
- ppłk lek. dr Artur Szumski (1938 – 1939)

W sanatorium lekarzem byli m.in. oficerowie lekarze Zdzisław Czaplicki, Włodzimierz Czerny, Feliks Nowakowski, Michał Bujwid, Adam Góral.
Po wybuchu II wojny światowej i agresji ZSRR na Polskę trzech z dyrektorów sanatorium zostało zamordowanych w ramach zbrodni katyńskiej z 1940: Z Czarnek w Katyniu, A. Szumski na Ukrainie, W. Rymaszewski w Charkowie. Alfred Chełmicki zmarł w 1945.

## Budynek
Budynek został wybudowany w latach 1898–1902. Wówczas w 1902 sanatorium dla ludzi z chorobami płuc założyli Kazimierz i Bronisława Dłuscy. Budowę gmachu sanatorium wsparła siostra Bronisławy, Maria Skłodowska-Curie w 1911, co upamiętniono na tablicy pamiątkowej.
W gmachu funkcjonował Wojskowy Zespół Wypoczynkowy „Kościelisko” przy ulicy Nędzy Kubińca 101, który obecnie funkcjonuje jako ośrodek wypoczynkowy Rewita Kościelisko. W 2020 ogłoszono, że budynek zostanie rozbudowany i zmodernizowany, po tym jak wyłoniono zwycięzców w konkursie.